# تشوكوبويكي أدامو
تشوكوبويكي أدامو (مواليد 6 يونيو 2001) هو لاعب كرة قدم نمساوي يلعب كمهاجم في نادي ريد بل سالزبورغ.

## وصلات خارجية
- جونيور أدامو على موقع الاتحاد الأوربي (الإنجليزية)
- جونيور أدامو على موقع قاعدة بيانات كرة القدم.إي يو (الإنجليزية)
- جونيور أدامو على موقع Soccerbase.com (لاعب) (الإنجليزية)
- جونيور أدامو على موقع Soccerway.com (الإنجليزية)
- جونيور أدامو على موقع عالم كرة القدم.نت (الإنجليزية)